# Église Saint-Julien de Saint-Julien-de-Vouvantes
L'église Saint-Julien est une église située à Saint-Julien-de-Vouvantes, en France.

## Localisation
L'église est située sur la commune de Saint-Julien-de-Vouvantes, dans le département de la Loire-Atlantique.

## Historique
Le monument est inscrit au titre des monuments historiques en 2007.
L'église a été reconstruite à la fin du XIXe siècle (1889) en style gothique flamboyant par l'architecte François Bougouin. Sa crypte est construite sur l'ancien sanctuaire. À l'époque de sa construction, il est prévu qu'elle devienne le sanctuaire des pèlerinages. Elle contient des éléments de l'ancienne église du XVe siècle ainsi qu'un retable du XIIe siècle et des statues.